# Корпоративное право Европейского союза
Корпоративное право Европейского Союза регулирует основные требования к компаниям, создаваемым и действующим на территории Европейского Союза. Европейский союз принимает общие нормы в сфере регулирования корпоративного права для своих членов.
 Основным документом, регулирующим деятельность компаний на территории ЕС является директива 2017/1132.
Эта директива кодифицировала значительную часть корпоративного законодательства ЕС.
Директива регулирует деятельность обществ с ограниченной ответственностью (limited liability company) на территории Европейского Союза. Она регулирует такие аспекты, как создание общества с ограниченной ответственностью, размер уставного капитала, его увеличение, уменьшение, деятельность филиалов ООО на территории стран-членов ЕС, отличных от государства создания ООО, слияние и разделение ООО.
Кроме регулирования деятельности ООО, существующего как одна из форм юридических лиц в странах-членах ЕС, ЕС учредил новые формы юридических лиц — европейские юридические лица.
К ним относятся:
— Европейская компания Представляет собой европейский вид публичного общества с ограниченной ответственностью. Публичная компания. Регулируется Регламентом ЕС 2157/2001. .
Эта форма позволяет заниматься предпринимательством на территории ЕС под единым европейским брендом.
— Европейское объединение с экономической целью Регулируется Регламентом ЕС 2137/85.  Форма осуществления деятельности на территории Европейского союза в виде консорциума.
Создана для более эффективного осуществления предпринимательской деятельности на территории нескольких государств-членов ЕС.
Кроме того, законодательство ЕС регулирует вопросы корпоративного управления компаний (директива 2007/36/EC, директива 2017/828).